# Triunfo (Paraíba)
Triunfo, amtlich portugiesisch Município de Triunfo, deutsch Triumph, ist eine Gemeinde im brasilianischen Bundesstaat Paraíba in der Região Nordeste und ist Teil der Metropolregion Cajazeiras. Die Bevölkerung wurde zum 1. Juli 2021 auf 9473 Einwohner geschätzt, die Triunfenser (triunfenses) genannt werden und auf einer Gemeindefläche von rund 224,3 km² leben.

## Geographie
Umliegende Gemeinden sind im Süden Santa Helena, im Osten Poço de José de Moura, im Nordosten Santarém, im Norden Bernardino Batista und im Westen Umari. Sie grenzt hier an den Bundesstaat Ceará. Die Entfernung zur Hauptstadt João Pessoa beträgt 590 km.
Das Biom ist Caatinga. Der Lebensraum Sertão Paraibano ist beeinflusst durch das Vieleck der Trockenheit (Polígono das Secas). Die Gemeinde gehört zum Einzugsbereich des Rio do Peixe in Paraíba.

## Geschichte
Erste Niederlassungen auf dem Gemeindegebiet fanden um 1850 statt. Die Stadtrechtsverleihung erfolgte zum 20. Dezember 1961 (Lei nº 2.637) mit der Ausgliederung aus dem Munizip Antenor Navarro.

## Bevölkerung

### Ethnische Zusammensetzung
Ethnische Gruppen nach der statistischen Einteilung des IBGE (Stand 2000 mit 9053 Einwohnern, Stand 2010 mit 9220 Einwohnern): Von diesen lebten 2010 4309 Einwohner im städtischen Bereich und 4911 im ländlichen Raum des Sertão.
| Gruppe      | Anteil 2000 | Anteil 2010 | Anmerkung                        |
| ----------- | ----------- | ----------- | -------------------------------- |
| Brancos     | 4.152       | ▼ 3.138     | Weiße, Nachfahren von Europäern  |
| Pardos      | 4.800       | ▲ 5.481     | Mischrassige, Mulatten, Mestizen |
| Pretos      | 93          | ▲ 568       | Schwarze                         |
| Amarelos    | –           | ▲ 34        | Asiaten                          |
| Indígenas   | –           | –           | indigene Bevölkerung             |
| ohne Angabe | 7           | –           |                                  |